# Edi Carlos Dias Marçal
Edi Carlos Dias Marçal (Andradina, 13 september 1974), ook wel kortweg Adradina genoemd, is een Braziliaans voetballer.